# Eriosema pellegrinii
Eriosema pellegrinii är en ärtväxtart som beskrevs av Tisser. Eriosema pellegrinii ingår i släktet Eriosema och familjen ärtväxter. Inga underarter finns listade i Catalogue of Life.